# Barleria lancifolia
Barleria lancifolia är en akantusväxtart. Barleria lancifolia ingår i släktet Barleria och familjen akantusväxter.

## Underarter
Arten delas in i följande underarter:
- B. l. charlesii
- B. l. lancifolia